# Xã Altory, Quận Decatur, Kansas
Xã Altory (tiếng Anh: Altory Township) là một xã thuộc quận Decatur, tiểu bang Kansas, Hoa Kỳ. Năm 2010, dân số của xã này là 18 người.